# Konoe Nobutada
Konoe Nobutada (近衛 信尹 1565 – 1614?) fue un kuge (cortesano), poeta, calígrafo, pintor y diarista que actuó de regente a comienzos de la era Edo. Fue hijo de Konoe Sakihisa.

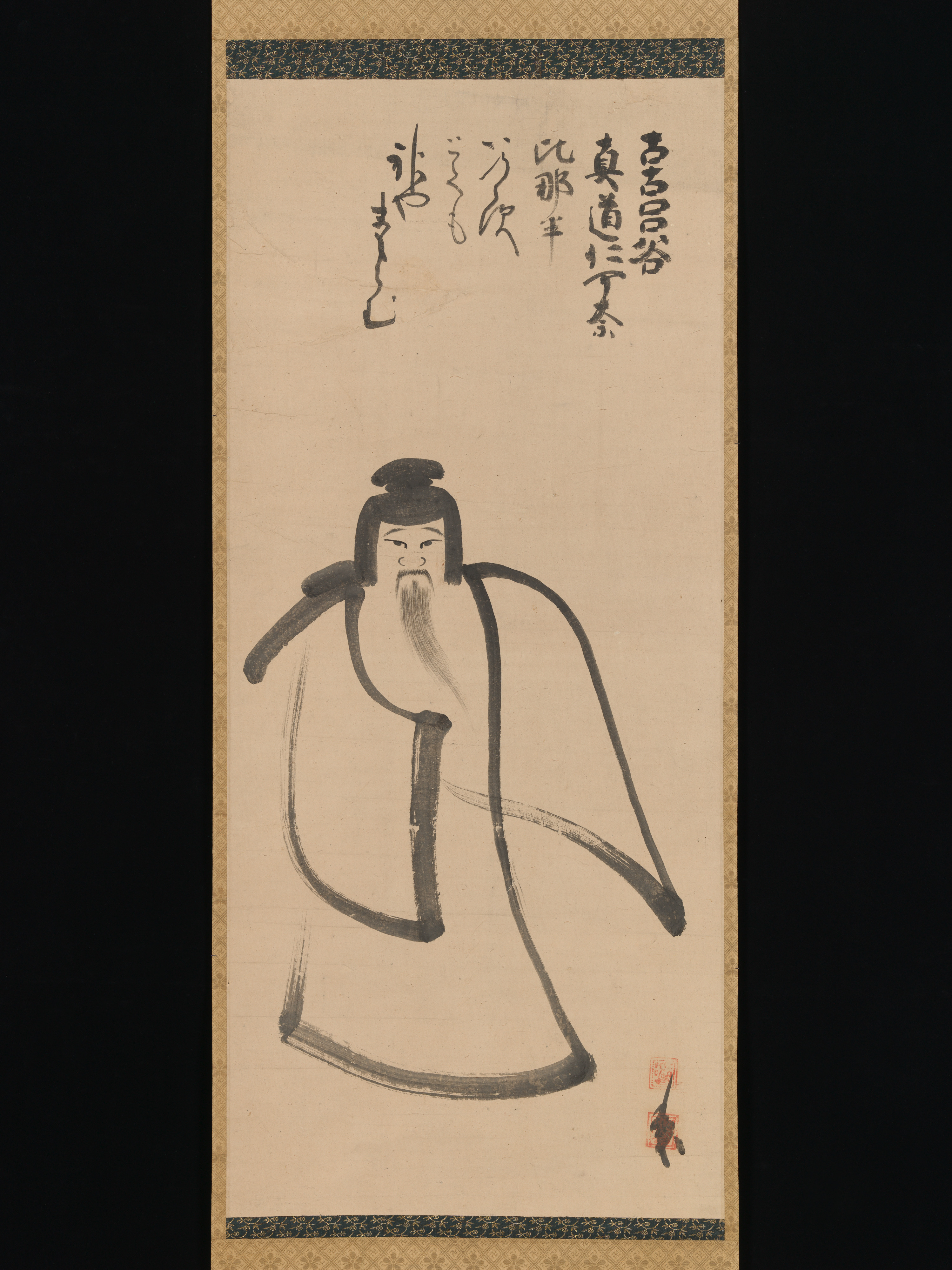
Tenjin cruzando el océano hacia China (Tōtō Tenjin)

Ocupó la posición de kanpaku del Emperador Go-Yōzei entre 1605 y 1606.
Fue distinguido en la caligrafía japonesa como uno de los Kan'ei Sanpitsu (“Tres Pinceles de la era Kan'ei”), nombrado en imitación de los Sanpitsu de la era Heian.